# 清音阁
清音阁，又称牛心寺、卧云寺，位于中国四川峨眉山牛心岭，汉传佛教禅宗寺院。

## 简介
该寺建于唐僖宗乾符四年（877年），由慧通禪師創建，原名牛心寺，因寺中有独特的牛心石著称。明洪武帝時廣濟禪師在此修行，取左思《招隱詩》中禅意，更名为“清音閣”。该寺供奉释迦牟尼、文殊、普贤佛像。阁下有“双飞亭”，左右两桥“双飞桥”，亭下巨石为“牛心石”。